# Тибори-Жохи
Тибори-Жохи (пол. Tybory-Żochy) — село в Польщі, у гміні Високе-Мазовецьке Високомазовецького повіту Підляського воєводства.
Населення — 50 осіб (2011).
У 1975-1998 роках село належало до Ломжинського воєводства.

## Демографія
Демографічна структура станом на 31 березня 2011 року:
|          | Загалом | Допрацездатний вік | Працездатний вік | Постпрацездатний вік |
| -------- | ------- | ------------------ | ---------------- | -------------------- |
| Чоловіки | 28      | 10                 | 13               | 5                    |
| Жінки    | 22      | 2                  | 13               | 7                    |
| Разом    | 50      | 12                 | 26               | 12                   |